# Blackstone (fiume Stati Uniti d'America)
Il Blackstone  (in inglese Blackstone River) è un Fiumi degli Stati Uniti d'America. Nasce in Massachusetts nei pressi di Worcester, scorre verso sud est e dopo 77 chilometri, nel Rhode Island, confluisce nel fiume Seekonk.